# 大代代爾卡雷

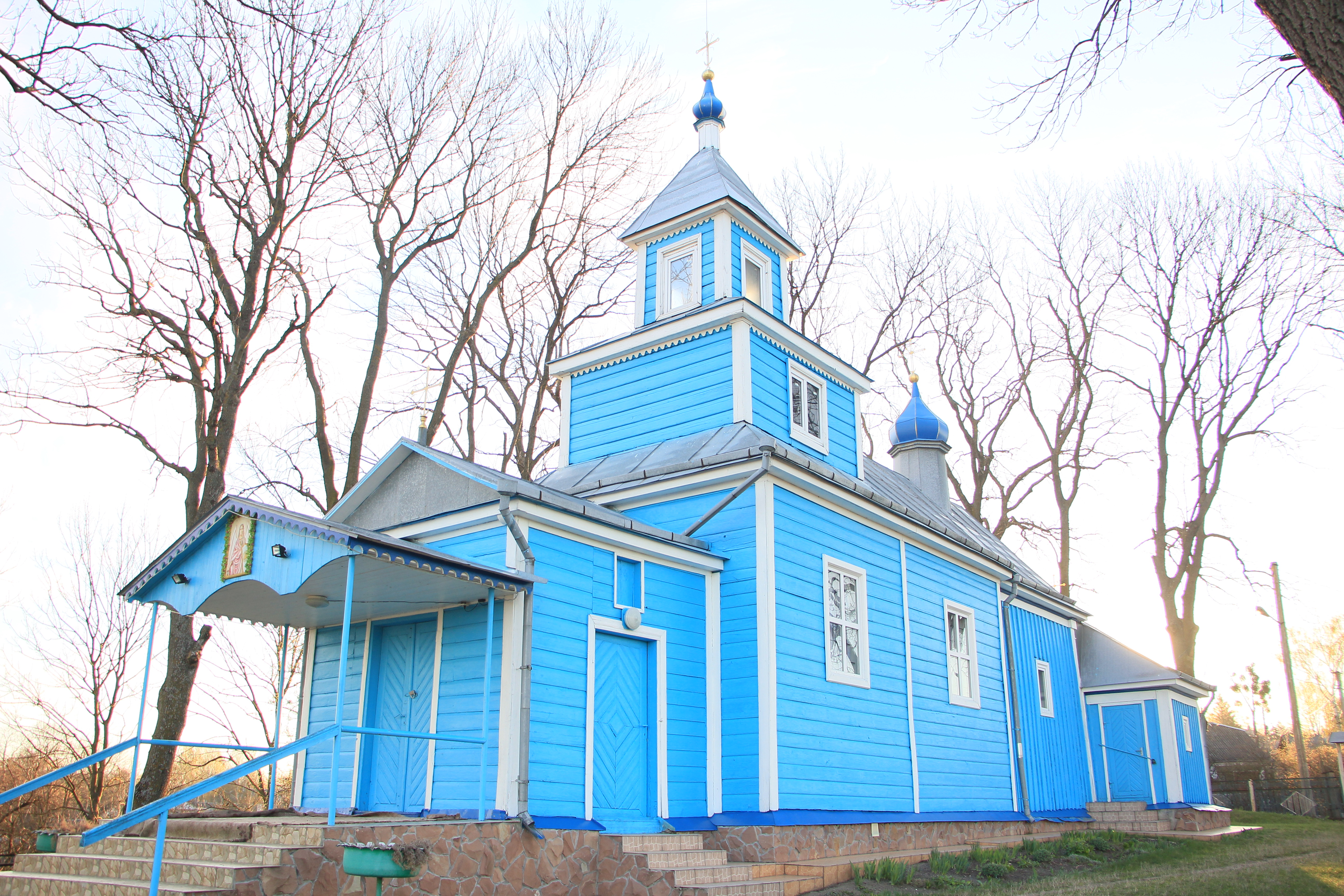
木造教堂

50°1′30″N 26°7′0″E / 50.02500°N 26.11667°E
大代代爾卡雷（羅馬化：Velyki Dederkaly）是烏克蘭西部捷爾諾波爾州克雷梅内茨区大代代尔卡雷市镇内的村落及其行政中心。始建於1545年，面積2.87平方公里，2001年人口1,207，人口密度每平方公里421人。